# Leonard E. Baum
Leonard Esau Baum (23 d'agost de 1931 - 14 d'agost de 2017) va ser un matemàtic nord-americà, conegut pel algorisme de Baum-Welch i seqüència de Baum-Sweet. Es va graduar Phi Beta Kappa de Harvard University en 1953, i va obtenir un doctorat. en matemàtiques d'Harvard el 1958, amb una dissertació titulada "Derivacions en àlgebres commutatives semi-simples de Banach". Va desenvolupar l'algorisme Baum-Welch amb Lloyd Welch mentre treballava per a l'Institut d'anàlisi de defensa (IDA) a Princeton, Nova Jersey, que va permetre el desenvolupament de reconeixement de veu i tenia aplicacions en criptoanàlisi i genètica. Va encunyar el lema d'IDA: "Les idees dolentes són bones, les bones idees són fantàstiques, cap idea és terrible".  Més tard, a finals de la dècada de 1970 i principis de la de 1980, Baum va usar models matemàtics per a comerç de divises, treballant amb Monemetrics, un predecessor del hedge fund de gestió Renaissance Technologies. Va deixar l'empresa el 1984 enmig de grans pèrdues. En els seus anys més tard, participaria en tornejos Go i treballaria en problemes matemàtics relacionats amb els nombres primers i la hipòtesi de Riemann. Va morir a casa seva a Princeton, Nova Jersey, el 14 d'agost de 2017, a ledat de 85 anys. 